# Alphabet consonantique
Pour l’article ayant un titre homophone, voir Ordre Abjad.
Cette page contient des caractères spéciaux ou non latins. S’ils s’affichent mal (▯, ?, etc.), consultez la page d’aide Unicode.
 (juin 2017).
Si vous disposez d'ouvrages ou d'articles de référence ou si vous connaissez des sites web de qualité traitant du thème abordé ici, merci de compléter l'article en donnant les références utiles à sa vérifiabilité et en les liant à la section « Notes et références ».
Un alphabet consonantique, aussi appelé abjad, est un alphabet dont les graphèmes (unités de base) sont des consonnes. Les voyelles dans un alphabet consonantique sont implicitement dictées par la phonologie : le lecteur doit connaître la langue pour en rétablir toutes les voyelles.
Les alphabets consonantiques modernes, comme l'alphabet hébraïque, arabe ou syriaque, descendent tous de l'alphabet phénicien ou araméen, eux-mêmes descendants de l'alphabet protosinaïtique.
Tous les alphabets consonantiques connus s'écrivent de droite à gauche, à l'exception de l'alphabet ougaritique, qui s'écrit de gauche à droite. Cependant, certains alphabets consonantiques anciens comme le phénicien ou le protosinaïtique pouvaient s'écrire en boustrophédon.
Dans les langues sémitiques, on utilise un alphabet consonantique où les voyelles longues sont notées à l'aide des matres lectionis, mais pas les voyelles brèves. Bien qu'il existe des signes diacritiques qui notent les voyelles brèves — comme les nikkudot pour l'hébreu ou les ḥarakāt pour l'arabe —, leur utilisation est optionnelle et ils n'apparaissent que dans des cas restreints.
Dans les alphabets consonantiques, il est fréquent que les lettres changent plus ou moins de forme selon leur place dans le mot : une lettre en début, milieu et fin de mot n'a pas nécessairement la même graphie, c'est un cas de variante contextuelle.

## Typologie
Cette classification des alphabets fut inventée par le linguiste américain Peter T. Daniels (en) en 2009.
Les alphabets consonantiques se distinguent :
- des alphabets vocaliques où les voyelles ont le même statut que les consonnes : les alphabets grec, latin, cyrillique, arménien, gotique, géorgien…
- des alphasyllabaires (ou abugidas) qui notent les syllabes, mais notent toutes les voyelles lorsqu'elles diffèrent de la voyelle inhérente aux syllabes notées ;
- des syllabaires, où les graphèmes sont une liste de toutes les syllabes possibles : il n'y a besoin que d'un glyphe pour une syllabe ;
- dans les systèmes à logogrammes, les mots sont notés en partie par des glyphes portant le sens et non le son du mot. Beaucoup d'alphabets sont dérivés d'un système logographique originel.

Un alphabet consonantique est une scriptio defectiva, « écriture défective » : la graphie nécessite du lecteur qu'il connaisse déjà la phonologie de la langue pour lire correctement. La majorité des écritures sont d'ailleurs défectives d'un certain point de vue : l'orthographe de l'anglais et celui du français, par exemple, sont si imprévisibles qu'il est difficile, même pour un natif, de connaître l'orthographe d'un mot qu'il utilise à l'oral, ou de prononcer correctement des mots nouveaux ou rares lus pour la première fois ; seules quelques langues ont un système d'écriture parfaitement phonétique.

### Étymologie
Le mot abjad (en arabe : أَبْجَد) vient des quatre premières lettres (alif, bāʾ, jīm et dāl) de l'ordre Abjad, mode d'ordonnancement archaïque des lettres de l'alphabet arabe selon l'ordre levantin. L'ordre Abjad a été remplacé au cours des siècles par l'ordre Hijā’ī, basé sur le rasm des lettres, qui commence par les lettres alif, bāʾ, tāʾ et thāʾ. Le mot abjad fut choisi comme une transposition de alphabet, qui vient quant à lui des deux premières lettres de l'alphabet grec, alpha et bêta.
On utilise toutefois dans cet article le terme alphabet consonantique pour lever toute ambiguïté, car abjad est un terme qui a désigné au cours de l'histoire un type de numération arabe, ainsi que l'ordre Abjad de l'alphabet arabe en opposition à d'autres modes d'ordonnancement concurrents.

### Signes de vocalisation
Les signes de vocalisation sont des aides à la lecture de textes rédigées en alphabet consonantique, souvent des diacritiques ajoutés aux glyphes principaux. Ils servent à aider les débutants qui ne sont pas encore familiarisés avec la langue cible, comme les enfants ou les locuteurs non-natifs. En dehors des textes pour débutants, ils sont optionnels et souvent omis. 
Cependant, dans un cadre religieux, ils répondent à la demande d'exactitude, et sont ajoutés pour ne pas trahir l'intention première d'un texte sacré. Les signes de vocalisation et de cantillation sont donc aujourd'hui presque systématiquement présents dans la littérature sacrée. 

### Alphabets consonantiques purs et impurs

al-ʿarabīyah, qui signifie «arabe» : un exemple en alphabet arabe, alphabet consonantique impur. La transcription exacte lettre par lettre est "A-l-ʿ-r-b-y-h" : il n'y a qu'une seule voyelle écrite au début du mot, tandis qu'à l'oral il y en a cinq.

Un alphabet consonantique pur n'indique aucune voyelle. La majorité des alphabets consonantiques sont impurs : on y note quelques voyelles, au moyen de diacritiques ou de glyphes à part entière. C'est le cas de l'alphabet arabe, l'alphabet hébreu, l'alphabet araméen, l'alphabet pehlevi et bien d'autres. Dans ces alphabets, il existe des glyphes à part entière pour les voyelles, mais ces glyphes sont aussi utilisées pour des consonnes, souvent des consonnes spirantes dont le son se rapproche d'une voyelle longue. Ce sont les matres lectionis.
Un exemple d'alphabet consonantique pur est (peut-être) les formes premières de l'alphabet phénicien, mais au moins à partir du IXe siècle av. J.-C. des voyelles s'immiscent dans cet alphabet.

### Critiques
La classification fine des alphabets a été proposée par Peter T. Daniels en 2009. Préalablement, on distinguait seulement les alphabets des syllabaires. Daniels a proposé d'ajouter les abjads et les abugidas, appelés ici alphabets consonantiques et alphasyllabaires. Cette classification est décriée par Reinhard G. Lehmann d'abord pour son choix de vocabulaire, puis comme étant eurocentrée, car il s'agirait pour Daniels d'établir là un critère d'évolution positive où les abjads seraient des alphabets «incomplets», affirmant la suprématie de l'Occident.

## Histoire des alphabets consonantiques
Le premier alphabet consonantique à se répandre est l'alphabet phénicien. Contrairement à d'autres systèmes d'écritures contemporains, tels que l'écriture cunéiforme et l'écriture hiéroglyphique égyptienne, l'alphabet phénicien ne possède pas de logogrammes, seulement 22 phonogrammes, ce qui rendait si aisée son étude que les marchands phéniciens l'ont largement diffusé.

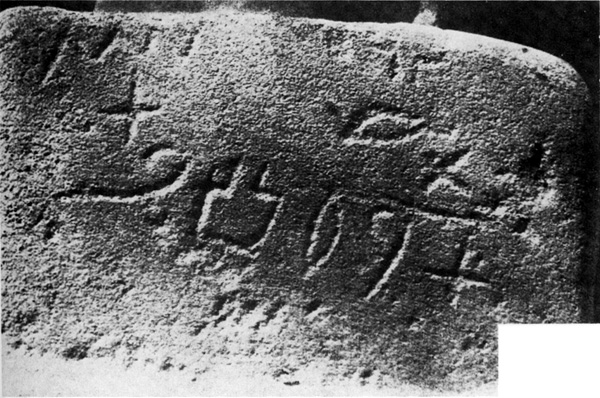
Un spécimen de l'alphabet protosinaïtique contenant une phrase qui pourrait signifier «à Baalat». La ligne qui court du haut gauche jusqu'en bas à droite signifie mt l b^{c}lt.

Cet alphabet consonantique était une simplification drastique du système d'écriture phonétique égyptien, où les mots étrangers étaient écrits en associant à chaque syllabe un hiéroglyphe (pas toujours le même) dont le son initial se rapprochait de la syllabe voulue. L'innovation est de toujours prendre les mêmes logogrammes pour désigner un ensemble réduit de sons : les logogrammes choisis deviennent un alphabet. On retrouve la même idée derrière le système man'yōgana au Japon avant l'invention des kanas.
L'alphabet phénicien donna naissance à de nombreux alphabets, dont l'alphabet araméen et l'alphabet grec. L'alphabet araméen est l'ancêtre de nombreux alphabets consonantiques et alphasyllabaires modernes, tandis que l'alphabet vocalique grec, qui donne un statut égal aux voyelles et aux consonnes, est à la base de tous les alphabets occidentaux, dont l'alphabet latin et l'alphabet cyrillique.
Itamar Ben-Avi, premier locuteur natif d'hébreu moderne et fils de Eliezer Ben-Yehuda, proposa, sans succès, un alphabet romanisé de l’hébreu.

## Les alphabets consonantiques et les langues sémitiques
Les langues sémitiques ont la particularité de posséder un système de racines consonantiques : la majorité des mots est dérivée d'un ensemble restreint de racines constituées de trois consonnes. Le principe de l'alphabet consonantique (ne pas noter toutes les voyelles) permet donc aux locuteurs d'identifier rapidement les trois consonnes à la base des mots. C'est la raison pour laquelle les langues sémitiques notent majoritairement leur langue avec un tel alphabet.
Par exemple, en arabe classique et en arabe standard moderne, on peut dériver à partir de la racine sémitique ذ ب ح Dh-B-Ḥ (abattre, sacrifier) des mots dont les voyelles sont très différentes, tout en conservant les consonnes :
- ذَبَحَ dhabaḥa : il a abattu ;
- ذَبَحْتَ dhabaḥta : tu as abattu ;
- يُذَبِّحُ yudhabbiḥu : il abat ;
- مَذْبَح madhbaḥ : l'abattoir.

## Dérivés d'alphabets consonantiques
Le xiao'erjing et l'écriture ouïghoure arabisée sont des exemples d'alphabets vocaliques issus de l'alphabet consonantique arabe, ils possèdent des lettres supplémentaires pour indiquer toutes les voyelles. L'alphabet du yiddish est quant à lui un exemple d'alphabet vocalique issu de l'alphabet consonantique hébraïque.
Toutes les adaptations de l'alphabet arabe ne sont pas des alphabets vocaliques, par exemple l'alphabet persan et l'alphabet jawi sont consonantiques. Comme les langues écrites avec ces alphabets ne sont pas sémitiques, elles ne possèdent pas le système de racines trilittères, ce qui rend les voyelles plus difficiles à déduire, lire ces langues demande donc davantage de mémorisation.

## Liste des principaux alphabets consonantiques
- En usage de nos jours
  - alphabet arabe
  - alphabet hébreu
  - alphabet maldivien (toujours vocalisé, n'est cependant pas un alphasyllabaire comme il n'a pas de voyelle inhérente)
  - alphabet samaritain (seulement employé pour les textes religieux)
  - alphabet syriaque
  - alphabet tifinagh
- Plus en usage
  - alphabet araméen
  - alphabet nabatéen
  - alphabet ougaritique
  - alphabet ouïghour
  - alphabet pehlevi
  - alphabet phénicien
  - alphabet protosinaïtique
  - alphabet safaïtique
  - alphabet sogdien
  - alphabet sudarabique
  - alphabet guèze (devenu un alphasyllabaire)

Le système Prevost-Delaunay de sténographie française est un abjad impur : on y omet volontairement plusieurs voyelles pour noter plus rapidement les mots. Ainsi «rave» et «rêve» se notent à l'aide du même sténogramme.